# Frontenkwartier
Het Frontenkwartier is een van de 44 buurten van de Nederlandse stad Maastricht. De buurt valt voor een deel samen met het Frontenpark.

## Ligging
De buurt ligt op de westelijke Maasoever, ten noordwesten van het stadscentrum van Maastricht. Het Frontenkwartier grenst aan de volgende buurten: Brusselsepoort in het westen, Statenkwartier (centrum) in het oosten, Boschpoort in het noordoosten, Bosscherveld en Belvédère in het noorden en Caberg in het noordwesten. De Statensingel, Frontensingel, Bosscherweg, Fort Willemweg (oost), Baron Des Tombeslaan, Lage Frontweg, Kastanjelaan, Fort Willemweg (west), Halvemaanstraat, Erfprinsbastion, Acht Zaligheden en Pastoor Habetsstraat vormen de grens met andere wijken. In de meest noordelijke punt ligt het rijksmonument Sluis 19 (in de Zuid-Willemsvaart); de zuidelijke punt wordt gevormd door het Koningin Emmaplein.

## Geschiedenis
Het gebied is eeuwenlang onderdeel geweest van de vestingwerken van Maastricht. Menige belegering vond hier plaats, waarbij de belegeraars de westelijke buitenwerken van de vesting Maastricht probeerden in te nemen om zodoende de westelijke stadsmuur te kunnen bestoken. In het Frontenkwartier liggen de voornaamste restanten van de Hoge en Lage Fronten. In het zuidelijk deel is dat de Linie van Dumoulin (vernieuwd in 1772-77); in het noorden de Nieuwe Bossche Fronten (in 1816-22 vernieuwd).

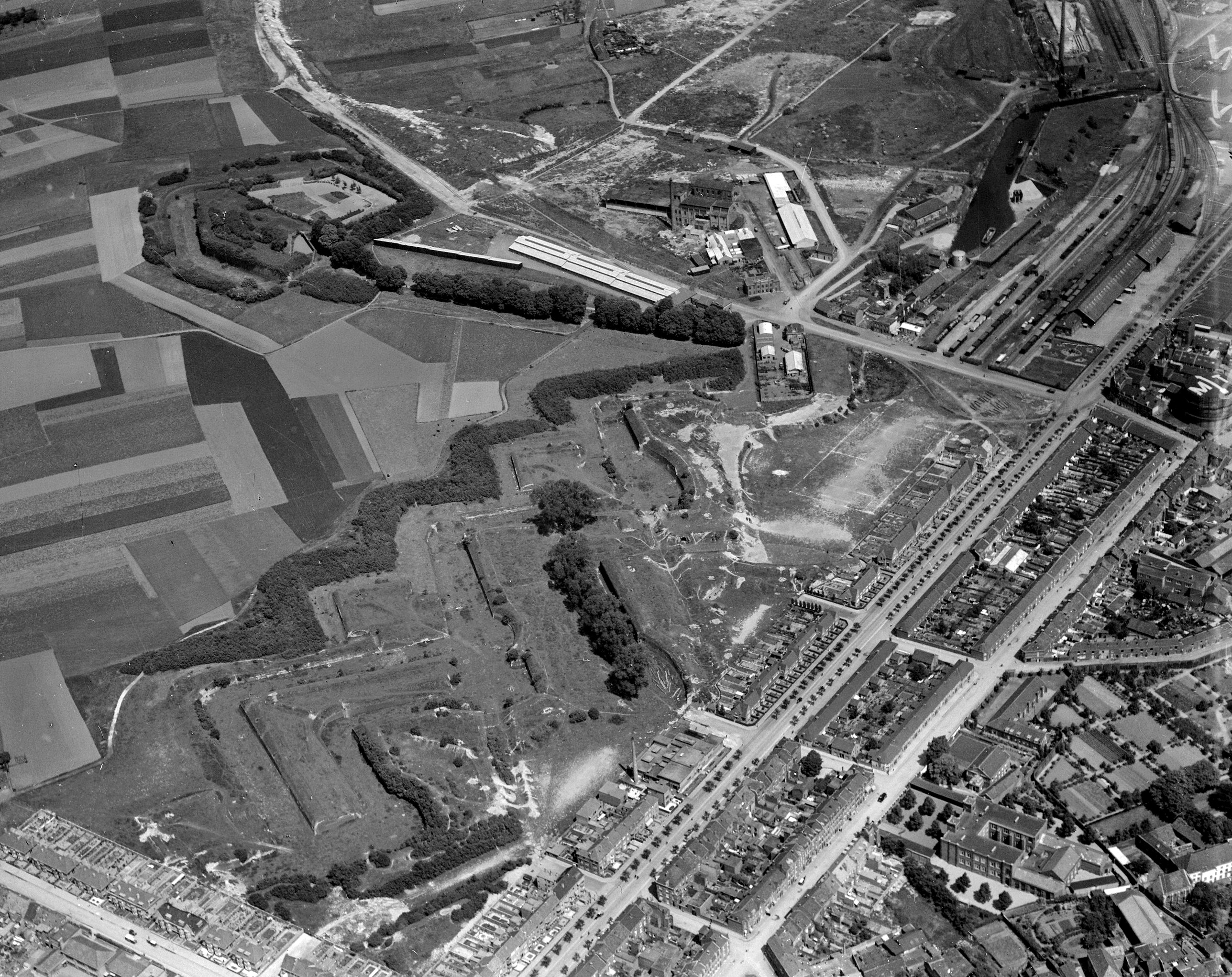
Luchtfoto van het gebied, 1934

In laatstgenoemd gebied vestigden zich eind 19e en begin 20e eeuw enkele industrieën. Omstreeks 1885 werd een deel van de natte gracht in de Nieuwe Bossche Fronten ingericht als industriehaven. Hier opende in 1903 het goederenstation Maastricht Boschpoort (in 1954 gesloten) met een vestiging van Van Gend & Loos (in 1997 door brand verwoest). Tussen de vestingwerken bevinden zich nog steeds enkele industriële monumenten, zoals de Cokesfabriek, de Rubberfabriek Radium, de Gashouder en de voormalige Havenkom. Alleen de laatste twee liggen in het Frontenkwartier.
In 2013 verhuisde het bedrijf Rubber Resources naar de Beatrixhaven. In hetzelfde jaar werd het startschot gegeven voor de ontwikkeling van het Frontenpark, waarbij de Hoge en Lage Fronten (en de omgeving van het Fort Willem I) aaneengesmeed worden tot een nieuw cultuurpark en natuurgebied aan de noordwestrand van het centrum. Het project is onderdeel van het Plan Belvédère, een ambitieus ontwikkelingsplan voor Maastricht-Noordwest uit 1999, dat door de daarop volgende economische teruggang en de verminderde vraag naar woningen moest worden bijgesteld. Door de verlegging van de aanlanding van de Noorderbrug zijn met name de Frontensingel en de Cabergerweg een stuk rustiger geworden.

## Voorzieningen
De belangrijkste bestemmingen van het Frontenkwartier zijn anno 2018: natuur, recreatie, cultuur, werken en parkeren. Verwacht wordt dat de drie eerstgenoemde functies in de komende jaren versterkt zullen worden door de verdere ontwikkeling van het Frontenpark. De gashouder wordt incidenteel verhuurd voor feesten en manifestaties, maar heeft anno 2018 nog geen definitieve bestemming.
Er wonen weinig mensen in Frontenkwartier; voornamelijk aan de Statensingel (noordwestzijde), Pastoor Habetsstraat (oostzijde) en Acht Zaligheden. Op de hoek van de Frontensingel en de Cabergerweg ligt een groot tijdelijk(?) parkeerterrein. Op de tegenoverliggende hoek staat een kantoorgebouw van een woningbouwvereniging. Aan de Fort Willemweg ligt sinds 1941 (in 1936 elders opgericht) het verpakkingsmaterialenbedrijf van de multinational Mondi, tot 1990 Bates Cepro (in Maastricht beter bekend als "de zakkerfabriek").

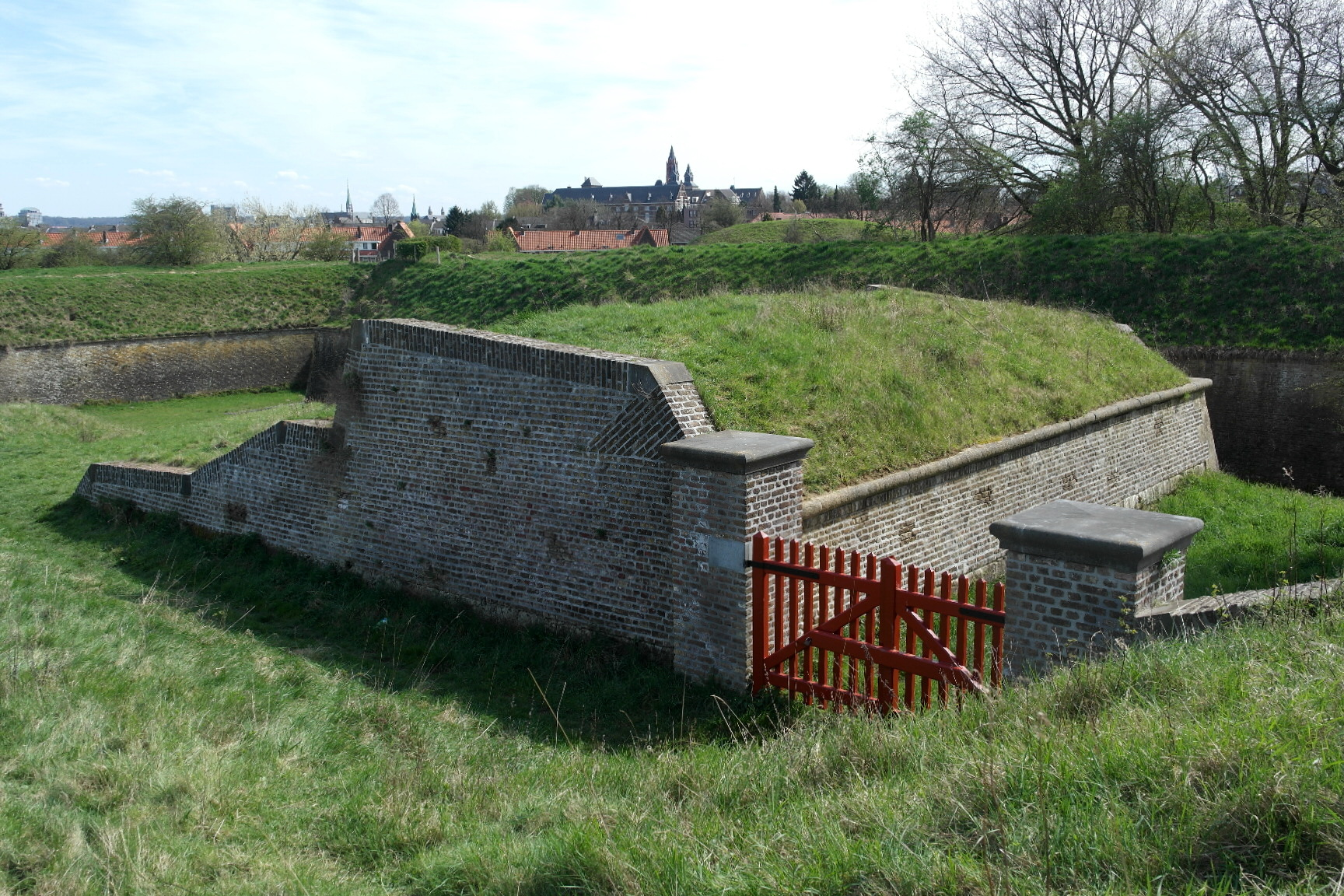
Linie van Du Moulin
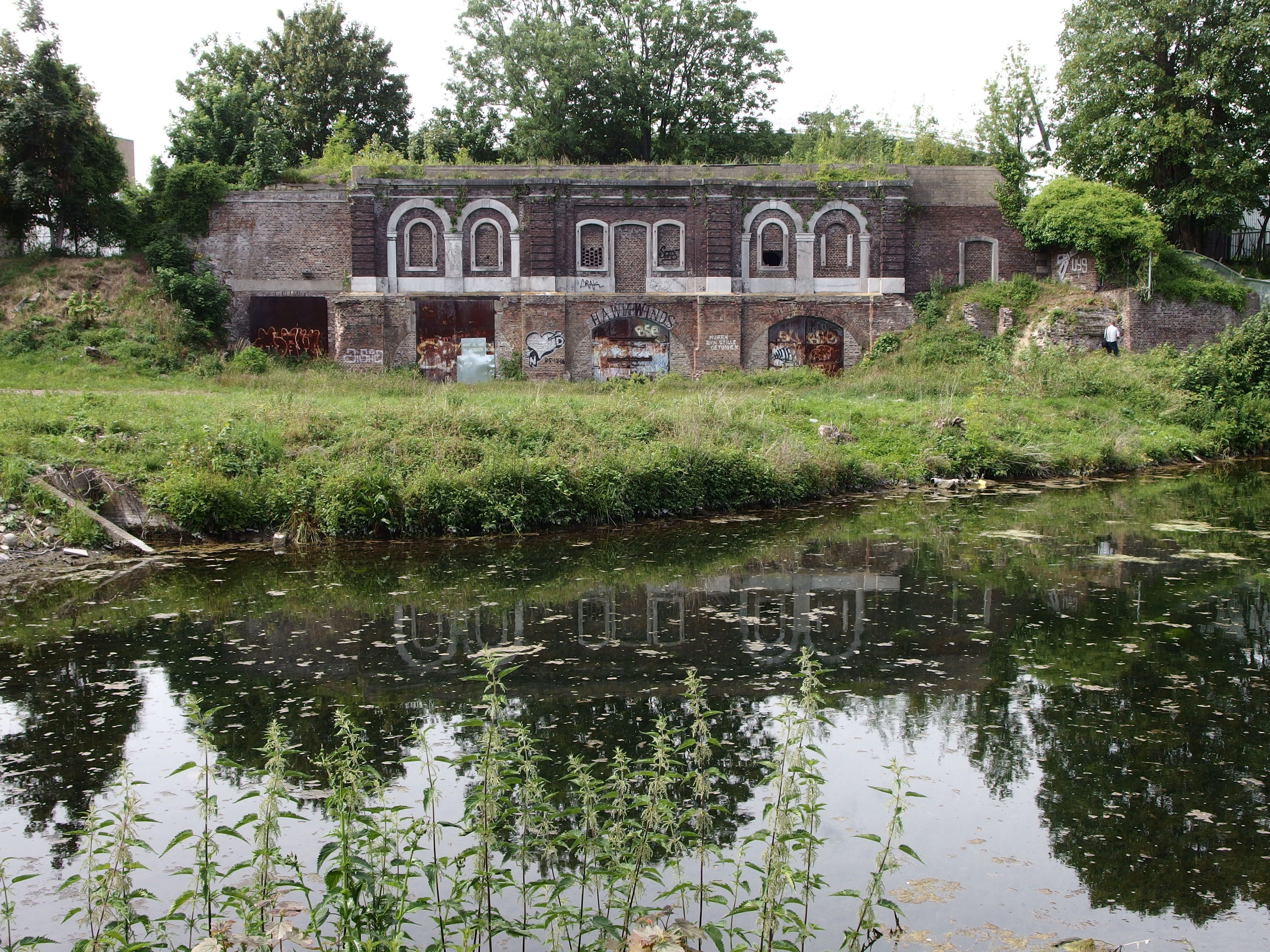
Kazemat aan de Havenkom
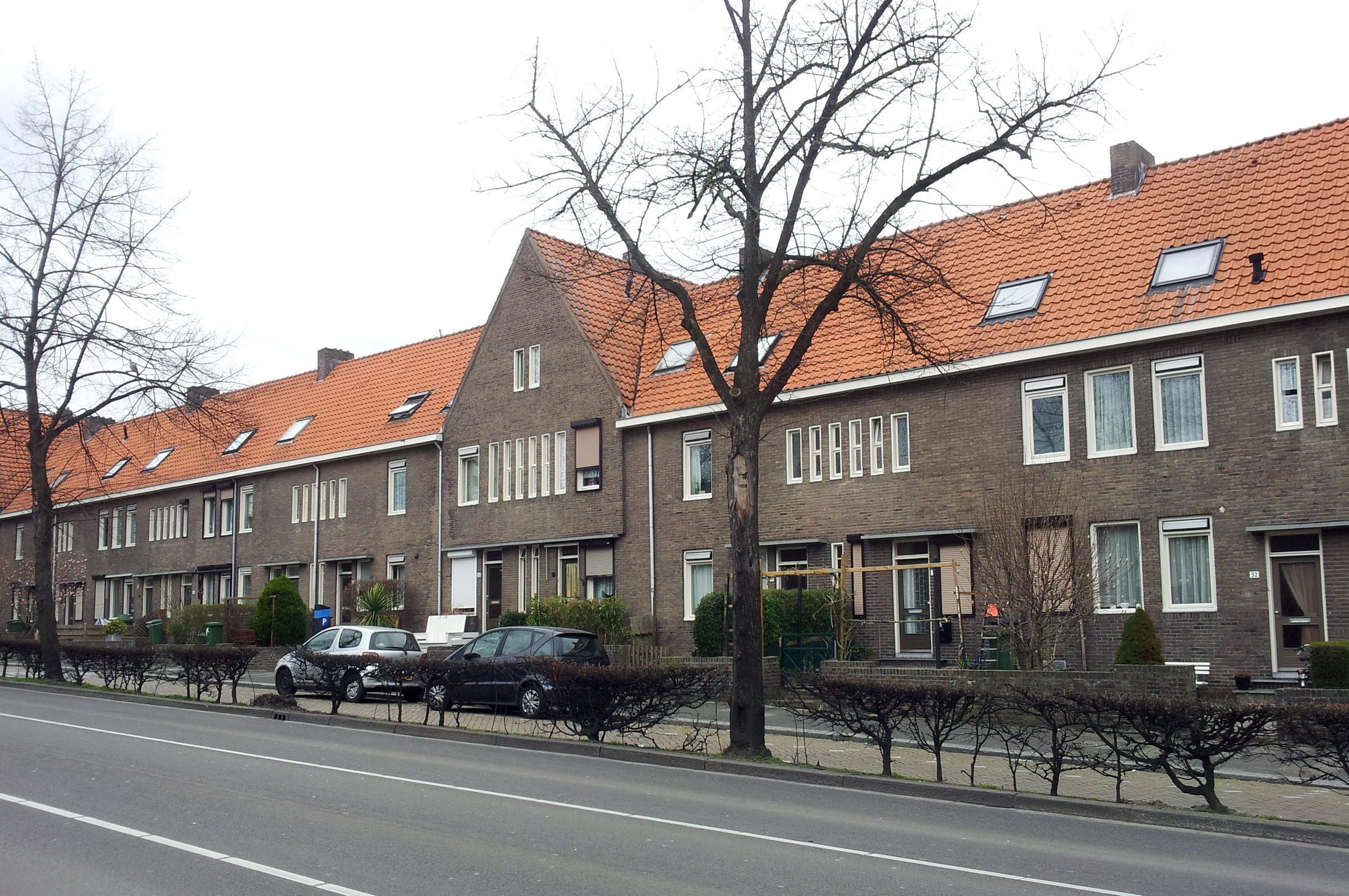
Noordzijde Statensingel
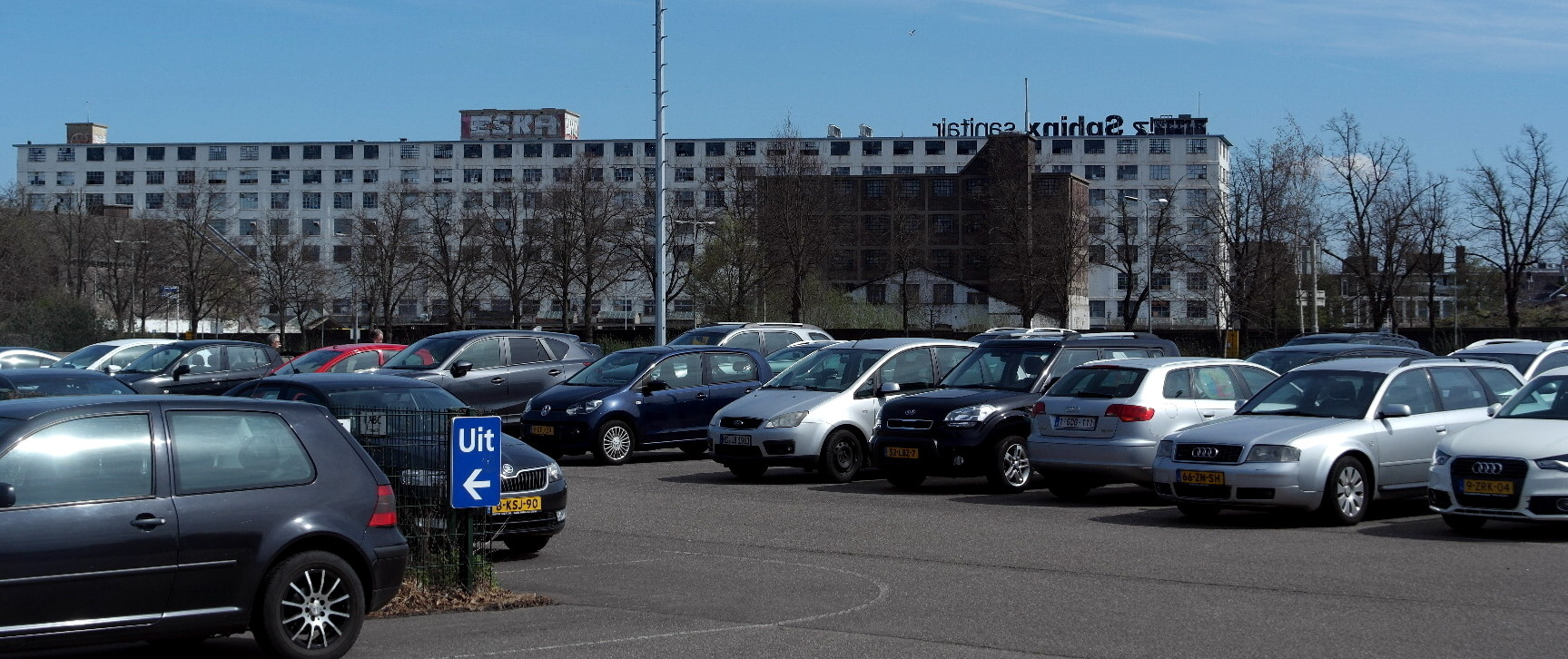
Parkeerterrein Cabergerweg